# 둠 (2004년 영화)
《둠》(Dhoom)은 2004년 공개된 인도의 액션 스릴러 영화이다.
이 영화는 인도에서 ₹2억 9천만(US$340만) 이상의 수익을 올려 상업적으로 성공했고, 2004년 인도 영화 중 3번째로 높은 수익을 올린 영화가 되었다. 또한 개봉 후 수년에 걸쳐 컬트적 지위를 얻었다.

## 줄거리
뭄바이에서 오토바이 갱단이 은행과 공공장소를 습격하며 혼란을 야기한다. 경찰은 이 사건을 해결하기 위해 자이 딕시트 경감에게 임무를 부여하고, 자이는 오토바이 판매상 알리 아크바르 파테 칸의 도움을 받기로 한다. 자이와 알리는 갱단을 잡으려 여러 계획을 세우지만 번번이 실패하고, 갱단 두목 카비르는 자이를 조롱하며 자신의 능력을 과시한다. 자이의 무능함에 실망한 알리는 그와 헤어진다.
카비르는 자신의 갱단에서 죽은 멤버를 대체할 사람으로 알리를 유혹한다. 알리는 갱단의 일원인 쉬나와 사랑에 빠진다. 갱단은 다음 범행으로 고아에서 마지막 강도짓을 계획하고 해산하기로 한다. 새해 전날 카지노를 털지만, 그곳은 자이가 설치해 놓은 함정이었다. 사실 알리는 자이와 협력하고 있었던 것이다. 알리의 배신에 격분한 카비르는 그를 폭행하지만 자이가 나타나 알리를 구한다. 카비르를 제외한 갱단은 도망치고, 자이와 알리는 그들을 추격한다. 갱단은 모두 제거되고, 코너에 몰린 카비르는 자이에게 체포되느니 차라리 절벽에서 오토바이를 몰고 뛰어내려 자살한다. 사건이 끝난 후, 자이와 알리는 서로 장난스럽게 다투며 우정을 확인한다.

## 출연

### 주연
- 아비쉑 밧찬
- 우다이 초프라

### 조연
- 존 에이브러햄
- 마노 조쉬

## 기타
- 의상: 아나이타 슈로프